# Andrew James Ogilvy
Andrew James „AJ“ Ogilvy (* 17. Juni 1988 in Sydney, New South Wales) ist ein australisch-irischer Basketballspieler. Nach dem Studium in den Vereinigten Staaten spielte Ogilvy als Profi zunächst in Europa, später auch in seinem Heimatland und in anderen Ländern. In der Basketball-Bundesliga-Saison 2012/13 spielte der australische Nationalspieler für den vormaligen deutschen Double-Gewinner Brose Baskets Bamberg.

## Karriere
Ogilvy ging 2007 zum Studium in die Vereinigten Staaten an die Vanderbilt University in Nashville (Tennessee). Dort spielte er für die Hochschulmannschaft Commodores in der Southeastern Conference (SEC) der National Collegiate Athletic Association. Bei den Commodores bekam Ogilvy als Freshman viel Einsatzzeit, da die Commodores auf den langen Positionen im Frontcourt wenig Alternativen hatten, und galt bald als möglicher Anwärter für das Draft-Verfahren der Profiliga National Basketball Association (NBA). Ogilvy spielte jedoch noch zwei weitere Spielzeiten für die Hochschulmannschaft, bevor er sich 2010 für die NBA-Draft anmeldete, dort jedoch letztendlich nicht von einem NBA-Klub ausgewählt wurde. Mit den Commodores erreichte er zweimal die landesweite NCAA-Endrunde; 2008 schied man dabei in der ersten Runde gegen die von dem späteren Basketball-Bundesliga-Spieler Kenny Hasbrouck angeführten schlechter eingestuften Saints des Siena College aus und 2010 unterlag man ebenfalls überraschend in der ersten Runde knapp mit einem Punkt gegen die Racers der Murray State University.
Nachdem Ogilvy 2010 in der NBA-Draft 2010 nicht ausgewählt worden war, begann er seine Karriere als Profi bei Beşiktaş Cola Turka in Istanbul. Mit Beşiktaş belegte er den sechsten Platz in der Abschlusstabelle und schied in der ersten Play-off-Runde um die Meisterschaft aus. Im Eurocup 2010/11 setzte man sich in der Qualifikation gegen den deutschen Vertreter Skyliners Frankfurt durch, schied aber trotz der zeitweiligen Verstärkung des früheren NBA-All-Stars Allen Iverson in der Vorrundengruppe unter anderem gegen die BG 74 Göttingen aus. Bei der Basketball-Ozeanienmeisterschaft 2011 gewann man die Finalserie glatt gegen Neuseeland, gegen das man die Ozeanienmeisterschaft zwei Jahre zuvor noch verloren hatte, und qualifizierte sich für die Olympischen Spiele 2012 in London. Für die folgende Spielzeit 2011/12 wechselte Ogilvy in die spanische Liga ACB zum Verein aus Valencia. Da Ogilvy die irische Staatsbürgerschaft besitzt, spielte der australische Nationalspieler hier unter irischer Lizenz, um unter weniger restriktive Ausländerbeschränkungen für EU-Bürger zu fallen. Mit den Spaniern erreichte er im Eurocup 2011/12 zum dritten Mal in deren Vereinsgeschichte das Endspiel; der russische Vertreter BK Chimki verhinderte vor heimischem Publikum jedoch den dritten Triumph von Valencia durch einen 77:68-Finalsieg. Ogilvy wurde nur in sechs Europapokalspielen mit einer durchschnittlichen Einsatzzeit von gut 15 Minuten pro Spiel eingesetzt und kam nach dem Viertelfinale nicht mehr zum Einsatz. In der spanischen Meisterschaft schied man in der Halbfinalserie gegen den Titelverteidiger und späteren Meister FC Barcelona aus.
War er im Mai 2012 noch im vorläufigen Kader für die olympischen Spiele 2012 vertreten, schaffte Ogilvy trotz der Verletzung von NBA-Spieler Andrew Bogut nicht den Sprung ins Aufgebot für das olympische Turnier 2012. 2012 wurde Ogilvy dann vom vormaligen deutschen Double-Gewinner Brose Baskets aus Bamberg verpflichtet. Nach einer Verletzung in der Saisonvorbereitung kam Ogilvy zu wenig Spielpraxis und rutschte nach der Genesung durch Nachverpflichtungen zeitweilig wegen Einsatzbeschränkungen auf den Ausländerpositionen aus dem Einsatzkader der Bamberger, weshalb er in der Bundesliga-Hauptrunde nur sieben Einsätze hatte. Zwar erreichten die Bamberger die zweite Gruppenphase der 16 besten Mannschaften im höchsten europäischen Vereinswettbewerb EuroLeague 2012/13, wo sie jedoch sieglos blieben, und erreichten die Play-offs um die Meisterschaft erneut als Tabellenerster der Hauptrunde, doch Ogilvy unterschrieb nach seiner geringen Einsatzzeit für die Brose Baskets frühzeitig einen Anschlussvertrag bei den Sydney Kings in seinem Heimatland.
2014/15 stand er wieder in Spanien unter Vertrag, er verließ Bàsquet Manresa im März 2015. Im Sommer 2015 wurde er in seinem Heimatland von der NBL-Mannschaft Illawarra Hawks verpflichtet. Dort spielte er zunächst bis 2020, unterbrochen durch Engagements in Puerto Rico, im Iran sowie bei anderen australischen Mannschaften. Ende Februar 2020 wurde er vom griechischen Verein Iraklis Thessaloniki verpflichtet, kehrte aber schon im März 2020 wegen der Ausbreitung von COVID-19 nach Australien zurück, ohne ein Spiel für Iraklis bestritten zu haben. Im September 2020 wurde er von Illawarra zurückgeholt, um den verletzten Daniel Grida zu ersetzen, blieb aber auch nach dessen Rückkehr Teil der Mannschaft.